# Coppa Bernocchi 2024
La 105.ª edición de la clásica ciclista Coppa Bernocchi se celebró en Italia el 7 de octubre de 2024 sobre un recorrido de 174,3 kilómetros con inicio y final en la ciudad de Legnano en la región de Lombardía.
La carrera formó parte del UCI ProSeries 2024, calendario ciclístico mundial de segunda división, y fue ganada por el belga Stan Van Tricht del Alpecin-Deceuninck. Completaron el podio, como segundo y tercer clasificado respectivamente, el francés Alex Baudin del Decathlon AG2R La Mondiale y el español Roger Adrià del Red Bull-BORA-hansgrohe.

## Equipos participantes
Tomaron parte en la carrera 25 equipos: 14 de categoría UCI WorldTeam invitados por la organización, 10 de categoría UCI ProTeam y 1 de categoría Continental. Formaron así un pelotón de 168 ciclistas de los que acabaron 116. Los equipos participantes fueron:
| WorldTeams (14)- Lidl-Trek - Movistar Team - Astana Qazaqstan Team - Intermarché-Wanty - EF Education-EasyPost - Cofidis - Team Jayco AlUla - Red Bull-Bora-Hansgrohe - Arkéa-B&B Hotels - Decathlon-AG2R La Mondiale - Soudal Quick-Step - Alpecin-Deceuninck - Team Visma \| Lease a Bike - UAE Team Emirates ProTeams (9)- Tudor Pro Cycling Team - Euskaltel-Euskadi - Israel-Premier Tech - TotalEnergies - Polti Kometa - Team Corratec-Vini Fantini - Q36.5 Pro Cycling Team - Lotto Dstny - VF Group-Bardiani CSF-Faizanè Equipo continental- Biesse-Carrera |
| |

## Clasificación final
- La clasificación finalizó de la siguiente forma:[2]

| \| Clasificación general \| Clasificación general \| Clasificación general \| Clasificación general \| Clasificación general \| \| Ciclista \| Ciclista \| Equipo \| Tiempo \| \| \| --------------------- \| --------------------- \| ----------------------------- \| --------------------- \| --------------------- \| \| 1.º \| Stan Van Tricht \| Alpecin-Deceuninck \| 3 h 50 min 10 s \| \| \| 2.º \| Alex Baudin \| Decathlon-AG2R La Mondiale \| + 0 s \| \| \| 3.º \| Roger Adrià \| Red Bull-Bora-Hansgrohe \| + 0 s \| \| \| 4.º \| Neilson Powless \| EF Education-EasyPost \| + 0 s \| \| \| 5.º \| Bart Lemmen \| Team Visma \\| Lease a Bike \| + 0 s \| \| \| 6.º \| Pavel Sivakov \| UAE Team Emirates \| + 3 s \| \| \| 7.º \| Alessandro Pinarello \| VF Group-Bardiani CSF-Faizanè \| + 5 s \| \| \| 8.º \| Dorian Godon \| Decathlon-AG2R La Mondiale \| + 1 min 27 s \| \| \| 9.º \| Francesco Busatto \| Intermarché-Wanty \| + 1 min 27 s \| \| \| 10.º \| Marijn van den Berg \| EF Education-EasyPost \| + 1 min 27 s \| \| |                      |                               |                 |
| |                      |                               |                 |
| Fuente: ProCyclingStats |                      |                               |                 |
| Clasificación general |                      |                               |                 |
| Ciclista | Ciclista             | Equipo                        | Tiempo          |
| 1.º | Stan Van Tricht      | Alpecin-Deceuninck            | 3 h 50 min 10 s |
| 2.º | Alex Baudin          | Decathlon-AG2R La Mondiale    | + 0 s           |
| 3.º | Roger Adrià          | Red Bull-Bora-Hansgrohe       | + 0 s           |
| 4.º | Neilson Powless      | EF Education-EasyPost         | + 0 s           |
| 5.º | Bart Lemmen          | Team Visma \| Lease a Bike    | + 0 s           |
| 6.º | Pavel Sivakov        | UAE Team Emirates             | + 3 s           |
| 7.º | Alessandro Pinarello | VF Group-Bardiani CSF-Faizanè | + 5 s           |
| 8.º | Dorian Godon         | Decathlon-AG2R La Mondiale    | + 1 min 27 s    |
| 9.º | Francesco Busatto    | Intermarché-Wanty             | + 1 min 27 s    |
| 10.º | Marijn van den Berg  | EF Education-EasyPost         | + 1 min 27 s    |

## Ciclistas participantes y posiciones finales
Convenciones:
- AB-N: Abandono en la etapa "N"
- FLT-N: Retiro por llegada fuera del límite de tiempo en la etapa "N"
- NTS-N: No tomó la salida para la etapa "N"
- DES-N: Descalificado o expulsado en la etapa "N"

## UCI World Ranking
La Coppa Bernocchi otorgó puntos para el UCI World Ranking para corredores de los equipos en las categorías UCI WorldTeam, UCI ProTeam y Continental. Las siguientes tablas son el baremo de puntuación y los diez corredores que obtuvieron más puntos:
| Posición              | 1.º | 2.º | 3.º | 4.º | 5.º | 6.º | 7.º | 8.º | 9.º | 10.º | 11.º | 12.º | 13.º | 14.º | 15.º | 16.º-30.º | 31.º-40.º |
| Clasificación general | 200 | 150 | 125 | 100 | 85  | 70  | 60  | 50  | 40  | 35   | 30   | 25   | 20   | 15   | 10   | 5         | 3         |

| Clasificación |                      |                               |         |
| Posición      | Ciclista             | Equipo                        | General |
| ------------- | -------------------- | ----------------------------- | ------- |
| 1.º           | Stan Van Tricht      | Alpecin-Deceuninck            | 200     |
| 2.º           | Alex Baudin          | Decathlon AG2R La Mondiale    | 150     |
| 3.º           | Roger Adrià          | Red Bull-BORA-hansgrohe       | 125     |
| 4.º           | Neilson Powless      | EF Education-EasyPost         | 100     |
| 5.º           | Bart Lemmen          | Visma \| Lease a Bike         | 85      |
| 6.º           | Pavel Sivakov        | UAE Emirates                  | 70      |
| 7.º           | Alessandro Pinarello | VF Group Bardiani-CSF Faizanè | 60      |
| 8.º           | Dorian Godon         | Decathlon AG2R La Mondiale    | 50      |
| 9.º           | Francesco Busatto    | Intermarché-Wanty             | 40      |
| 10.º          | Marijn van den Berg  | EF Education-EasyPost         | 35      |